# Фауст с чашей яда
«Фауст с чашей яда» — картина французского художника Ари Шеффера из собрания Государственного Эрмитажа.
Картина иллюстрирует один из ключевых моментов знаменитой поэмы И. В. Гёте «Фауст» (Первая часть. Ночь): профессор Фауст, своими изысканиями принёсший много зла жителям окрестных селений, не удовлетворён теми знаниями, которые за многие годы удалось ему извлечь из книг; осознавая, что сокровенные тайны мироздания недоступны человеческому разуму, в отчаянии он подносит к губам склянку с ядом и лишь внезапно зазвучавший колокольный благовест и провозглашение ангелами наступления Пасхи предотвращает самоубийство. Фауст изображён сидящим перед раскрытой книгой и повернув голову в правую сторону, как бы прислушиваясь; в левом верхнем углу картины виднеется тень Мефистофеля.

Но отчего мой взор к себе так властно

Та склянка привлекает, как магнит?

В моей душе становится так ясно,

Как будто лунный свет в лесу разлит.

Бутыль с заветной жидкостью густою,

Тянусь с благоговеньем за тобою!

В тебе я чту венец исканий наш.

Из сонных трав настоянная гуща,

Смертельной силою, тебе присущей,

Сегодня своего творца уважь!

Взгляну ли на тебя — и легче муки,

И дух ровней; тебя возьму ли в руки —

Волненье начинает убывать.

Все шире даль, и тянет ветром свежим,

И к новым дням и новым побережьям

Зовет зеркальная морская гладь.

(…)

Пожалуй-ка, наследственная чара,

И ты на свет из старого футляра.

Я много лет тебя не вынимал.

(…)

Сейчас сказать я речи не успею,

Напиток этот действует скорее,

И медленней струя его течет.

Он дело рук моих, моя затея,

И вот я пью его душою всею

Во славу дня, за солнечный восход.
— И. В. Гёте. «Фауст» (пер. Б. Л. Пастернака).
Картина написана в начале 1858 года и является одной из последних в творчестве художника, который скончался 15 июня того же года. Считается, что этой картиной он завершил многолетнюю работу над образом доктора Фауста, начатую ещё в 1831 году картиной «Фауст в своём кабинете» (местонахождение неизвестно, этюды хранятся в Лувре и Дордрехтском музее); всего в этой серии Шеффер создал около 10 картин. В собрании рисунков Дордрехтского музея также имеется и рисунок чёрным мелом на бумаге, являющийся подготовительной работой к картине «Фауст с чашей яда»; однако вместо тени Мефистофеля на рисунке изображены контурные наброски двух ангельских фигур с поднятыми вверх правыми руками.
Картину практически сразу приобрёл граф Н. А. Кушелев-Безбородко, или у самого художника, или на его посмертной распродаже, поскольку в 1859 году на мемориальной выставке Шеффера она значилась в собственности Кушелева-Безбородко и по прибытии в Санкт-Петербург выставлялась в галерее графов Кушелевых. После его смерти в 1862 году картина по завещанию перешла в музей Академии художеств, откуда в 1922 году была передана в Государственный Эрмитаж. В конце 1920-х годов картина предполагалась к продаже за границу и была передана в контору «Антиквариат», однако продажа не состоялась и 18 октября 1931 года её по акту вернули в Эрмитаж. Из-за недостатка места картина долгое время хранилась в закрытых для посещения фондах Эрмитажа, с конца 2014 года выставлялась в здании Главного штаба в зале 314, затем была перемещена в зал 306.